# Großer Preis von Mexiko 1964
Der Große Preis von Mexiko 1964 (offiziell III Gran Premio de México) fand am 25. Oktober auf dem Magdalena Mixhuca in Mexiko-Stadt statt und war das zehnte und letzte Rennen der Automobil-Weltmeisterschaft 1964.

## Berichte

### Hintergrund

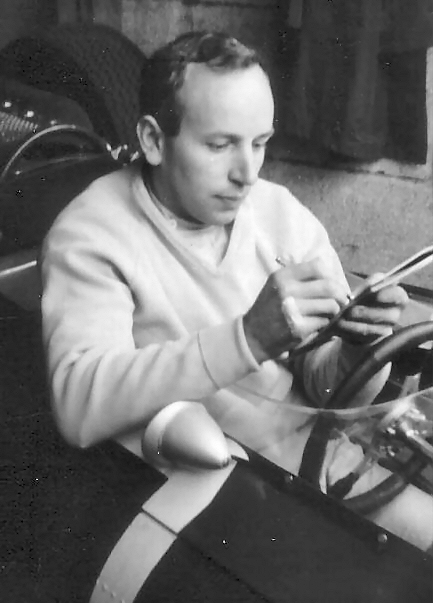
Weltmeister 1964: John Surtees

Da der Große Preis von Südafrika 1964 kein Bestandteil der Automobil-Weltmeisterschaft war, wurde der Große Preis von Mexiko zum ersten Mal Austragungsort des Saisonfinales. Bis zur Automobil-Weltmeisterschaft 1970 blieb der Große Preis von Mexiko das letzte Rennen im Kalender.
Mit Graham Hill, John Surtees und Jim Clark hatten drei Fahrer die Chance Weltmeister zu werden. Graham Hill und Surtees hätten mit einem Sieg aus eigener Kraft den Titel gewinnen können, unabhängig davon, wie die jeweiligen Kontrahenten platziert gewesen wären. Clark hingegen war abhängig von den Platzierungen von Surtees und Graham Hill, obwohl er vorher die meisten Rennen in der Saison gewonnen hatte. Ähnlich war die Situation bei den Konstrukteuren. Zum ersten Mal in der Geschichte der Automobil-Weltmeisterschaft gab es vor dem letzten Rennen noch drei Titelaspiranten. Für Ferrari und B.R.M. hätte ein Sieg für den Titelgewinn gereicht, Lotus hätte gewinnen müssen und Ferrari durfte dabei maximal Dritter werden. Eine entscheidende Rolle für die Vergabe der Titel spielte auch die Streichresultateregelung, da nur die sechs besten Ergebnisse zählten. Surtees hatte erst fünf Punkteplatzierungen erreicht und somit zählte für ihn jeder im Rennen erzielte Punkt, während Graham Hill mindestens Dritter werden musste, um sich in der Fahrerwertung noch zu verbessern.
Lotus meldete für den Grand Prix zwei alte Lotus 25 für Clark und Mike Spence sowie einen neuen Lotus 33 für beide Fahrer. Clark nutzte das neue Fahrzeug im Rennen, Spence eines der alten. Als dritter Fahrer für sein einziges Saisonrennen war bei Lotus Moisés Solana gemeldet; dies war sein erstes Rennen für das Team. Alle drei Fahrer fuhren auch im folgenden Jahr für Lotus. Ferrari trat erneut als North American Racing Team an, da der Streit zwischen Teamchef Enzo Ferrari und dem italienischen Automobilverband weiter andauerte. Die Fahrzeuge, ein Ferrari 158 für Surtees, ein Ferrari 156 Aero für Pedro Rodríguez und ein Ferrari 1512 für Lorenzo Bandini waren wieder blau-weiß lackiert. Rodríguez fuhr zum ersten Mal für Ferrari; es war zudem sein einziges Saisonrennen. B.R.M. beendete die Saison mit den Stammfahrern Graham Hill und Richie Ginther, für den es das letzte Rennen auf B.R.M. war. Er wechselte in der folgenden Saison zu Honda. Bei Cooper bestritt Phil Hill sein letztes Rennen in der Automobil-Weltmeisterschaft. Der Weltmeister von 1961 zog sich zurück und trat nur noch einmal für den Großen Preis von Italien 1966 an, qualifizierte sich allerdings nicht für dieses Rennen.
B.R.P. nahm zum letzten Mal an einem Grand Prix teil und zog sich nach sieben Jahren aus der Automobil-Weltmeisterschaft zurück. Innes Ireland wechselte zu Reg Parnell Racing, Trevor Taylor pausierte ein Jahr und fuhr 1966 ein weiteres Rennen. Reg Parnell Racing meldete drei Brabham für Joakim Bonnier, Joseph Siffert und Hap Sharp. Für Sharp war es ebenfalls das letzte Rennen.
Mit Clark und Taylor nahmen zwei ehemalige Sieger am Grand Prix teil; Clark gewann bereits zweimal. Bei den Konstrukteuren war zuvor Lotus zweimal erfolgreich. In der Fahrerwertung führte Graham Hill vor Surtees und Clark. In der Konstrukteurswertung lag Ferrari knapp vor B.R.M. und Lotus.

### Training
Am Freitag fanden zwei Trainingssitzungen statt, es war sonnig und trocken. Anfangs fuhren nur Clark und Spence, dann folgten Ferrari, Ginther und Siffert. Erst nach einer halben Stunde waren alle Fahrzeuge auf der Strecke. Clark verbesserte kontinuierlich seine Rundenzeiten und war etwa eine Sekunde langsamer als die Pole-Position-Zeit des Vorjahres. Viele Fahrer hatten bedingt durch die hohe Lage der Strecke und dementsprechend niedrigerem Luftdruck Motorenprobleme. Aus diesem Grund wurde der Reifendruck gesenkt und das Benzinmischverhältnis angepasst, wodurch die Fahrzeuge an Leistung verloren. Während des Trainings wurden diese Parameter immer wieder angepasst und optimiert. Bandini verbesserte sich auf den zweiten Platz, bevor er von Dan Gurney unterboten wurde. Clark war zu diesem Zeitpunkt eine Sekunde schneller als die Konkurrenz.
Den Beginn der zweiten Trainingssitzung am Samstag störte zunächst ein freilaufender Hund, der beinahe von Chris Amon überfahren wurde. Danach nutzten die meisten Fahrer das Training für die Rennabstimmung der Fahrzeuge, Zeiten wurden kaum verbessert. Graham Hill benötigte mehrere Reparaturen an seinem Wagen nach einigen Defekten; am Ende der Trainingssitzung wurde der Motor seines B.R.M. getauscht.
Clark erzielte die fünfte Pole-Position der Saison und zweite in Folge. Damit startete er 1964 bei der Hälfte aller Rennen von Startplatz eins. Gurney wurde Zweiter vor den beiden Ferrari-Fahrern Bandini und Surtees. Auf Platz fünf qualifizierte sich Spence, Graham Hill wurde Sechster. Diese Rangfolge als Rennergebnis hätte für Clark den Gewinn der Fahrerweltmeisterschaft bedeutet sowie für Lotus den Gewinn der Konstrukteursweltmeisterschaft. Die ersten zehn der Startaufstellung wurden von Jack Brabham, Bonnier, Rodríguez und McLaren komplettiert. Bonnier war der beste Fahrer mit Kundenfahrzeug. Die BRP waren nicht konkurrenzfähig und qualifizierten sich im hinteren Feld, mehr als fünf Sekunden langsamer als Clarks Pole-Zeit.

### Rennen
Am Renntag wurde es sehr heiß und sonnig. Bei diesen hohen Temperaturen standen die Fahrzeuge über eine Stunde in der Startaufstellung. Vor dem Rennbeginn fand eine Aufwärmrunde statt, an der Ginther verspätet teilnahm, da sein Motor nicht startete. Rechtzeitig zum Rennbeginn war er allerdings wieder an seiner Startposition. 
Wie schon im Training gab es erneut einen streunenden Hund, der auf der Rennstrecke entlanglief und von den Streckenposten eingefangen wurde. Clark gewann das Startduell und führte das Rennen vor Gurney an. Graham Hill blieb am Start stehen und verlor mehrere Positionen. Auch Surtees fiel nach Motorproblemen in der ersten Runde weit zurück; danach funktionierte der Ferrari-Motor wieder fehlerfrei. An der Spitze baute Clark seinen Vorsprung auf Gurney aus und lag zwei Sekunden vor ihm. Da Graham Hill und Surtees außerhalb der Punkteränge fuhren, war Clark auf dem Weg zum Gewinn der Weltmeisterschaft. Hinter Gurney kämpften Bandini, Spence, Bonnier und Brabham um die weiteren Punkteränge. Während Clark überlegen das Rennen anführte, überholten Graham Hill und Surtees im Mittelfeld die unmittelbaren Kontrahenten. Graham Hill ging an seinem Teamkollegen Ginther vorbei, Surtees machte drei Positionen gut und lag daraufhin direkt hinter Graham Hill. Der erste Ausfall des Rennens war Taylor, der in Runde sechs seinen BRP wegen Überhitzung abstellte. Bei Bonnier brach drei Runden später die Aufhängung und Siffert stellte seinen Brabham nach einem erfolglosen Reparaturversuch der Kraftstoffpumpe in Runde 11 ab. Auch Mike Hailwoods Fahrzeug überhitzte und er schied aus. 
Clarks Vorsprung auf Gurney wuchs auf sieben Sekunden an, gleichzeitig bildete sich zwischen Gurney und Bandini eine Lücke von fünf Sekunden. In der Verfolgergruppe, die um Platz vier stritten, wurden Brabham und Spence von Graham Hill überholt, der zwei Runden später auch Bandini einholte und an ihm vorbeiging. Spence fiel unterdessen hinter Brabham und Surtees zurück. Durch die Verbesserung auf den dritten Platz lag Graham Hill auf einer Position, die ihm für den Weltmeistertitel gereicht hätte. Nach Runde 18 führte Clark mit 10 Sekunden Vorsprung auf Gurney, der 12 Sekunden Vorsprung auf die Verfolgergruppe um Platz drei hatte. Surtees hatte zuvor Brabham überholt und lag hinter seinem Teamkollegen Bandini. Die Positionen blieben in den folgenden Runden unverändert, erst in Runde 29 verlor Spence durch einen Fahrfehler und daraus resultierenden Dreher einen Platz an Rodríguez. Nur einen Umlauf später attackierte Bandini Graham Hill und kam ihm dabei zu nah. Der Ferrari berührte das Heck des BRM und beide Fahrzeuge drehten sich von der Strecke. Bandini setzte das Rennen auf dem vierten Platz fort, während Graham Hill die beschädigten Auspuffe seines Wagens reparieren ließ und weit zurückfiel. Das brachte erstmals im Rennen Surtees in eine Position, mit seinem dritten Platz auch den Fahrertitel gewinnen zu können. In Runde 33 kam Brabham, der auf Platz fünf lag, mit einem technischen Defekt an die Box, der nicht behoben wurde. Er schied elf Runden später aus. Auch Amon erreichte das Ziel nicht, bei ihm war ein Getriebeschaden der Ausfallgrund. Ireland, der ebenfalls an die Box kam, setzte das Rennen fort, nachdem die Mechaniker keine Defekte erkannten. Er beendete das Rennen später auf Platz zwölf.
Nur drei Runden nach dem Unfall zwischen Bandini und Graham Hill überholte Bandini seinen Teamkollegen Surtees, da er mit dem Ferrari 1512 das schnellere Fahrzeug von beiden Fahrern hatte. Das brachte Clark die Chance den Titel zu gewinnen. Sieben Runden vor Rennende brach an seinem Lotus allerdings eine Ölleitung und er verlor daraufhin kontinuierlich Öl, was er erst wenige Runden vor Rennende bemerkte. In der letzten Runde schied er aus, sodass Graham Hill Weltmeister geworden wäre. Allerdings erkannte Ferrari die neue Chance auf beide Titel rechtzeitig und wies Bandini an, Surtees vorbeizulassen. Bandini setzte die Stallregie um und Surtees wurde Fahrerweltmeister 1964. Es blieb der einzige Titel, den Surtees in der Automobil-Weltmeisterschaft gewann. Er war damit jedoch der einzige Fahrer, der sowohl die Weltmeisterschaft im Monoposto-Rennsport als auch auf dem Motorrad gewann. Graham Hill hatte am Ende der Saison einen Punkt mehr als Surtees, allerdings entfielen zwei seiner Punkte aufgrund der Streichresultateregelung. Er wurde zum zweiten Mal in Folge Vizeweltmeister. Für Ferrari war es nach 1961 der zweite Gewinn einer Konstrukteurs-Weltmeisterschaft. Erst 1975 gewann Ferrari erneut diesen Titel. B.R.M. wurde Zweiter in der Konstrukteurswertung, ebenfalls bedingt durch die Streichresultateregelung, ohne die B.R.M. zwei Punkte mehr als Ferrari gehabt hätte.
Sieger des Rennens wurde Gurney, für ihn war es der zweite Saisonerfolg und der letzte für Brabham. Bandini wurde hinter Surtees Dritter, die weiteren Punkte gingen an Spence, Clark und Rodríguez. Clark wurde noch als Fünfter gewertet, da er zum Zeitpunkt seines Ausfalls eine Runde Vorsprung auf den Sechstplatzierten Rodríguez hatte, der den ersten Punkt seiner Karriere bekam. McLaren, Ginther, Phil Hill und Solana komplettierten die ersten zehn. Nach dem Rennen bemerkte Clark, er hätte extremes Pech gehabt und fühle sich als moralischer Sieger, auch wenn man damit keine Weltmeisterschaft gewinnen könne. Surtees hingegen sagte in einem Interview, es sei fantastisch gewesen und bis zum Ende habe er nicht daran geglaubt, überhaupt eine Chance zu haben.

## Meldeliste
| Team                        | Nr. | Fahrer          | Chassis          | Motor           | Reifen |
| --------------------------- | --- | --------------- | ---------------- | --------------- | ------ |
| Team Lotus                  | 01  | Jim Clark       | Lotus 25         | Climax 1.5 V8   | D      |
| Team Lotus                  | 01  | Jim Clark       | Lotus 33         | Climax 1.5 V8   | D      |
| Team Lotus                  | 01  | Mike Spence     | Lotus 33         | Climax 1.5 V8   | D      |
| Team Lotus                  | 02  | Jim Clark       | Lotus 25         | Climax 1.5 V8   | D      |
| Team Lotus                  | 02  | Mike Spence     | Lotus 33         | Climax 1.5 V8   | D      |
| Team Lotus                  | 17  | Moisés Solana   | Lotus 33         | Climax 1.5 V8   | D      |
| Owen Racing Organisation    | 03  | Graham Hill     | BRM P261         | BRM 1.5 V8      | D      |
| Owen Racing Organisation    | 04  | Richie Ginther  | BRM P261         | BRM 1.5 V8      | D      |
| Brabham Racing Organisation | 05  | Jack Brabham    | Brabham BT11     | Climax 1.5 V8   | D      |
| Brabham Racing Organisation | 06  | Dan Gurney      | Brabham BT7      | Climax 1.5 V8   | D      |
| North American Racing Team  | 07  | John Surtees    | Ferrari 158      | Ferrari 1.5 V8  | D      |
| North American Racing Team  | 08  | Lorenzo Bandini | Ferrari 1512     | Ferrari 1.5 B12 | D      |
| North American Racing Team  | 18  | Pedro Rodríguez | Ferrari 156 Aero | Ferrari 1.5 V6  | D      |
| Cooper Car Company          | 09  | Bruce McLaren   | Cooper T73       | Climax 1.5 V8   | D      |
| Cooper Car Company          | 10  | Phil Hill       | Cooper T73       | Climax 1.5 V8   | D      |
| British Racing Partnership  | 11  | Innes Ireland   | BRP Mk2          | BRM 1.5 V8      | D      |
| British Racing Partnership  | 12  | Trevor Taylor   | BRP Mk2          | BRM 1.5 V8      | D      |
| Reg Parnell Racing          | 14  | Mike Hailwood   | Lotus 25         | BRM 1.5 V8      | D      |
| Reg Parnell Racing          | 15  | Chris Amon      | Lotus 25         | BRM 1.5 V8      | D      |
| Rob Walker Racing Team      | 16  | Joakim Bonnier  | Brabham BT7      | Climax 1.5 V8   | D      |
| Rob Walker Racing Team      | 22  | Joseph Siffert  | Brabham BT11     | BRM 1.5 V8      | D      |
| Rob Walker Racing Team      | 23  | Hap Sharp       | Brabham BT11     | BRM 1.5 V8      | D      |

Anmerkungen
1. 1 2 3 4 5  Clark und Spence fuhren beide Wagen in den Trainingssitzungen. Nach der ersten Trainingssitzung wechselte Lotus die Nummern der Fahrzeuge, Clark fuhr das Rennen mit dem Lotus 33 mit der Nummer 1, Spence den Lotus 25 mit der Nummer 2.

## Klassifikationen

### Startaufstellung
| Pos. | Fahrer          | Konstrukteur   | Zeit    | Ø-Geschwindigkeit | Start |
| ---- | --------------- | -------------- | ------- | ----------------- | ----- |
| 01   | Jim Clark       | Lotus-Climax   | 1:57,24 | 153,53 km/h       | 01    |
| 02   | Dan Gurney      | Brabham-Climax | 1:58,10 | 152,41 km/h       | 02    |
| 03   | Lorenzo Bandini | Ferrari        | 1:58,60 | 151,77 km/h       | 03    |
| 04   | John Surtees    | Ferrari        | 1:58,70 | 151,64 km/h       | 04    |
| 05   | Mike Spence     | Lotus-Climax   | 1:59,21 | 150,99 km/h       | 05    |
| 06   | Graham Hill     | B.R.M.         | 1:59,80 | 150,25 km/h       | 06    |
| 07   | Jack Brabham    | Brabham-Climax | 1:59,99 | 150,01 km/h       | 07    |
| 08   | Joakim Bonnier  | Brabham-Climax | 2:00,17 | 149,79 km/h       | 08    |
| 09   | Pedro Rodríguez | Ferrari        | 2:00,90 | 148,88 km/h       | 09    |
| 10   | Bruce McLaren   | Cooper-Climax  | 2:01,12 | 148,61 km/h       | 10    |
| 11   | Richie Ginther  | B.R.M.         | 2:01,15 | 148,58 km/h       | 11    |
| 12   | Chris Amon      | Lotus-B.R.M.   | 2:01,17 | 148,55 km/h       | 12    |
| 13   | Joseph Siffert  | Brabham-B.R.M. | 2:01,37 | 148,31 km/h       | 13    |
| 14   | Moises Solana   | Lotus-Climax   | 2:01,43 | 148,23 km/h       | 14    |
| 15   | Phil Hill       | Cooper-Climax  | 2:02,00 | 147,54 km/h       | 15    |
| 16   | Innes Ireland   | BRP-B.R.M.     | 2:02,35 | 147,12 km/h       | 16    |
| 17   | Mike Hailwood   | Lotus-B.R.M.   | 2:04,11 | 145,03 km/h       | 17    |
| 18   | Trevor Taylor   | BRP-B.R.M.     | 2:04,90 | 144,12 km/h       | 18    |
| 19   | Hap Sharp       | Brabham-B.R.M. | 2:06,90 | 141,84 km/h       | 19    |

### Rennen
| Pos. | Fahrer          | Konstrukteur   | Runden | Stopps | Zeit       | Start | Schnellste Runde |
| ---- | --------------- | -------------- | ------ | ------ | ---------- | ----- | ---------------- |
| 01   | Dan Gurney      | Brabham-Climax | 65     | 0      | 2:09:50,32 | 02    |                  |
| 02   | John Surtees    | Ferrari        | 65     | 0      | + 1:08,94  | 04    |                  |
| 03   | Lorenzo Bandini | Ferrari        | 65     | 0      | + 1:09,63  | 03    |                  |
| 04   | Mike Spence     | Lotus-Climax   | 65     | 0      | + 1:21,86  | 05    |                  |
| 05   | Jim Clark       | Lotus-Climax   | 64     | 0      | DNF        | 01    | 1:58,37          |
| 06   | Pedro Rodríguez | Ferrari        | 64     | 0      | + 1 Runde  | 09    |                  |
| 07   | Bruce McLaren   | Cooper-Climax  | 64     | 0      | + 1 Runde  | 10    |                  |
| 08   | Richie Ginther  | B.R.M.         | 64     | 0      | + 1 Runde  | 11    |                  |
| 09   | Phil Hill       | Cooper-Climax  | 63     | 0      | + 2 Runden | 15    |                  |
| 10   | Moises Solana   | Lotus-Climax   | 63     | 0      | + 2 Runden | 14    |                  |
| 11   | Graham Hill     | B.R.M.         | 63     | 1      | + 2 Runden | 06    |                  |
| 12   | Innes Ireland   | BRP-B.R.M.     | 61     | 1      | + 4 Runden | 16    |                  |
| 13   | Hap Sharp       | Brabham-B.R.M. | 60     | 0      | + 5 Runden | 19    |                  |
| –    | Chris Amon      | Lotus-B.R.M.   | 46     | 0      | DNF        | 12    |                  |
| –    | Jack Brabham    | Brabham-Climax | 44     | 1      | DNF        | 07    |                  |
| –    | Mike Hailwood   | Lotus-B.R.M.   | 12     | 0      | DNF        | 17    |                  |
| –    | Joseph Siffert  | Brabham-B.R.M. | 11     | 0      | DNF        | 13    |                  |
| –    | Joakim Bonnier  | Brabham-Climax | 9      | 0      | DNF        | 08    |                  |
| –    | Trevor Taylor   | BRP-B.R.M.     | 6      | 0      | DNF        | 18    |                  |

## WM-Stände nach dem Rennen
Die ersten sechs des Rennens bekamen 9, 6, 4, 3, 2, 1 Punkte. Es zählten nur die sechs besten Ergebnisse aus zehn Rennen. In der Konstrukteurswertung zählten dabei nur die Punkte des bestplatzierten Fahrers eines Teams.

### Fahrerwertung
| Pos. | Fahrer              | Konstrukteur            | Punkte  |
| ---- | ------------------- | ----------------------- | ------- |
| 01   | John Surtees        | Ferrari                 | 40      |
| 02   | Graham Hill         | B.R.M.                  | 39 (41) |
| 03   | Jim Clark           | Lotus-Climax            | 32      |
| 04   | Lorenzo Bandini     | Ferrari                 | 23      |
| 05   | Richie Ginther      | B.R.M.                  | 23      |
| 06   | Dan Gurney          | Brabham-Climax          | 19      |
| 07   | Bruce McLaren       | Cooper-Climax           | 13      |
| 08   | Peter Arundell      | Lotus-Climax            | 11      |
| 09   | Jack Brabham        | Brabham-Climax          | 11      |
| 10   | Joseph Siffert      | Lotus-B.R.M. / Brabham  | 7       |
| 11   | Bob Anderson        | Brabham-Climax          | 5       |
| 12   | Mike Spence         | Lotus-Climax            | 4       |
| 13   | Tony Maggs          | B.R.M.                  | 4       |
| 14   | Innes Ireland       | BRP-B.R.M.              | 4       |
| 15   | Joakim Bonnier      | Cooper-Climax / Brabham | 3       |
| 16   | Chris Amon          | Lotus-B.R.M.            | 2       |
| 17   | Maurice Trintignant | B.R.M.                  | 2       |
| 18   | Walt Hansgen        | Lotus-Climax            | 1       |
| 19   | Mike Hailwood       | Lotus-B.R.M.            | 1       |

| Pos. | Fahrer                    | Konstrukteur    | Punkte |
| ---- | ------------------------- | --------------- | ------ |
| 19   | Mike Hailwood             | Lotus-B.R.M.    | 1      |
| 20   | Phil Hill                 | Cooper-Climax   | 1      |
| 21   | Trevor Taylor             | BRP-B.R.M.      | 1      |
| 22   | Pedro Rodríguez           | Ferrari         | 1      |
| 23   | Giancarlo Baghetti        | B.R.M.          | 0      |
| 24   | Gerhard Mitter            | Lotus-Climax    | 0      |
| 25   | Ludovico Scarfiotti       | Ferrari         | 0      |
| 26   | Moises Solana             | Lotus-Climax    | 0      |
| 27   | Ronnie Bucknum            | Honda           | 0      |
| 28   | Hap Sharp                 | Brabham-B.R.M.  | 0      |
| 29   | Peter Revson              | Lotus-B.R.M.    | 0      |
| 30   | John Taylor               | Cooper-Ford     | 0      |
| –    | Carel Godin de Beaufort † | Porsche         | 0      |
| –    | André Pilette             | Scirocco-Climax | 0      |
| –    | Ian Raby                  | Brabham-B.R.M.  | 0      |
| –    | Frank Gardner             | Brabham-Ford    | 0      |
| –    | Edgar Barth               | Cooper-Climax   | 0      |
| –    | Jochen Rindt              | Brabham-B.R.M.  | 0      |
| –    | Mário de Araújo Cabral    | A.T.S.          | 0      |

### Konstrukteurswertung
| Pos. | Konstrukteur   | Punkte  |
| ---- | -------------- | ------- |
| 01   | Ferrari        | 49 (45) |
| 03   | B.R.M.         | 42 (51) |
| 02   | Lotus-Climax   | 37 (40) |
| 04   | Brabham-Climax | 30      |
| 05   | Cooper-Climax  | 16      |
| 06   | Brabham-B.R.M. | 7       |
| 07   | BRP-B.R.M.     | 5       |

| Pos. | Konstrukteur    | Punkte |
| ---- | --------------- | ------ |
| 08   | Lotus-B.R.M.    | 3      |
| 09   | Cooper-Ford     | 0      |
| 10   | Honda           | 0      |
| –    | Porsche         | 0      |
| –    | Scirocco-Climax | 0      |
| –    | A.T.S.          | 0      |